# Mostéfa Djadjam
Mostéfa Djadjam est un acteur et réalisateur français d’origine algérienne.
Il commence sa carrière d’acteur en 1984 dans Le Roi des roses de Werner Schroeter. Il joue également aux côtés d’Eric Bana et Mathieu Kassovitz dans Munich, un film de Steven Spielberg.
En 2002, Mostéfa Djadjam devient une première fois réalisateur avec Frontières.

## Filmographie

### Comme acteur

#### Cinéma
- 1978 : La Chanson de Roland de Frank Cassenti : Pair Marsile, le fou du village
- 1979 : Le Coup du singe d'Ode Bitton et Jean-Pierre Kalfon : un motard
- 1979 : Les Aventures d'un héros (Mughamarat batal) de Merzak Allouache
- 1981 : Le Jour des idiots (Tag der Idioten) de Werner Schroeter : Alexander
- 1982 : Les Trois couronnes du matelot de Raoul Ruiz :
- 1986 : Le Roi des roses (Der Rosenkönig) de Werner Schroeter : Albert
- 1987 : Un amour à Paris de Merzak Allouache : un policier
- 1990 : Eden miseria de Christine Laurent : Tahar
- 1991 : Août de Henri Herré : l'interne
- 1996 : Salut cousin ! de Merzak Allouache : Jo le barman
- 2001 : Bleu le ciel de Dominique Boccarossa : Joël
- 2002 : Tèt Grenné de Christian Grandman
- 2003 : La Vie nue de Dominique Boccarossa : le médecin
- 2005 : Munich de Steven Spielberg : Hussein Abad Al-Chir
- 2005 : Le Train de Brahim Fritah (court métrage) : Ahmed
- 2006 : L'équilibre de la terreur de Jean-Martial Lefranc : Colonel Naid
- 2008 : Les Insoumis de Claude-Michel Rome
- 2009 : Nuit de chien de Werner Schroeter : Granowsky
- 2010 : Hors-la-loi de Rachid Bouchareb : le tailleur militant
- 2012 : Chroniques d'une cour de récré de Brahim Fritah : le père
- 2012 : Superstar de Xavier Giannoli : Maurizio, l'associé du Lolita Club
- 2015 : Coup de chaud de Raphaël Jacoulot : Virgile Bousou
- 2016 : La Papesse Jeanne de Jean Breschand : l'évêque sévère
- 2024 : Six pieds sur terre de Karim Bensalah : Boutlali
- 2025 : La Fille d'un grand amour d'Agnès de Sacy : l'amant à Portbou

#### Télévision
- 1993 : Antoine Rives, le juge du terrorisme, saison 1 épisode 5 L'Affaire Akbari de Philippe Lefebvre (série télévisée) : le second négociateur iranien
- 1995 : Les Femmes et les enfants d'abord de Sandra Joxe (téléfilm)
- 2005 : Nom de Code : DP de Patrick Dewolf (téléfilm) : Hussein
- 2009 : Reporters (série télévisée) (saison 2, épisodes 5 et 6) : Ziad Al-Otaibi
- 2012 : L'Affaire Gordji, histoire d'une cohabitation de Guillaume Nicloux (téléfilm)
- 2013 : Tunnel (série télévisée) (2 épisodes) : Abdelkrim Cherfi
- 2019 : Thanksgiving (mini-série) de Nicolas Saada : l'évêque sévère
- 2020 : ZeroZeroZero de Leonardo Fasoli, Mauricio Katz et Stefano Sollima (mini-série) : Yasser
- 2020 : The Eddy, épisode 3 Amira de Houda Benyamina (mini-série) : Saabir

### Comme réalisateur
- 2001 : Frontières

## Théâtre
- 1987 : Bivouac de Pierre Guyotat, mise en scène Alain Ollivier, Pierre Guyotat,   Théâtre de la Bastille